# Oesyperus
Oesyperus is een geslacht van kevers uit de familie van de loopkevers (Carabidae). De wetenschappelijke naam van het geslacht is voor het eerst geldig gepubliceerd in 1923 door Andrewes.

## Soorten
Het geslacht Oesyperus omvat de volgende soorten:
- Oesyperus planus Andrewes, 1923
- Oesyperus pygmaeus Andrewes, 1923
- Oesyperus unctulus Andrewes, 1923